# Miller Range
Die Miller Range ist ein Gebirgszug in der antarktischen Ross Dependency. Im Transantarktischen Gebirge erstreckt er sich vom Nimrod-Gletscher über eine Strecke von rund 80 km nach Süden entlang der Westflanke des Marsh-Gletschers.
Benannt ist er nach dem neuseeländischen Geographen Joseph Holmes Miller (1919–1986), der als Mitglied der neuseeländischen Gruppe der Commonwealth Trans-Antarctic Expedition (1955–1958) dieses Gebiet kartografisch erfasste.

## Geologie

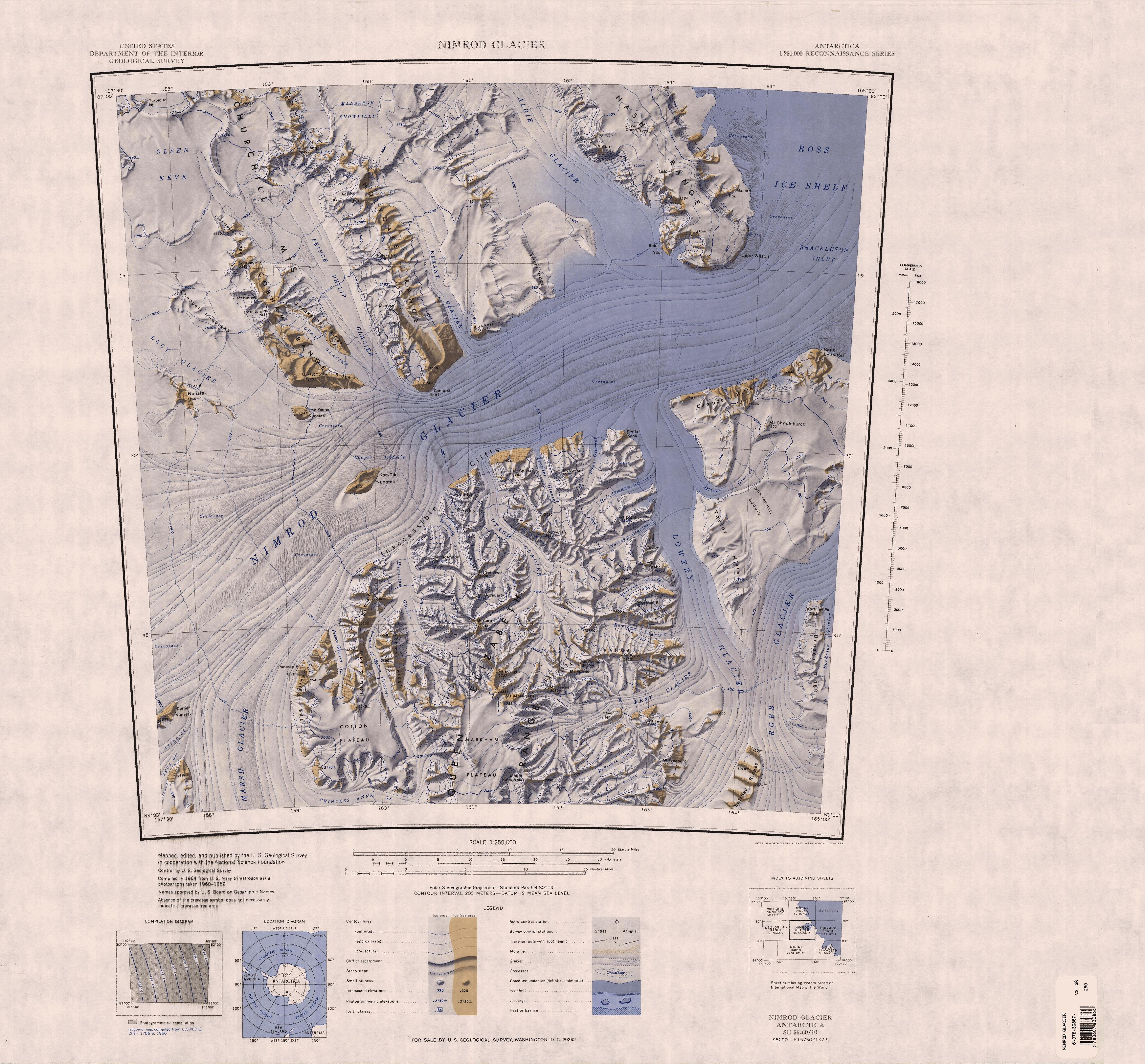
Karte mit dem Nimrod-Gletscher
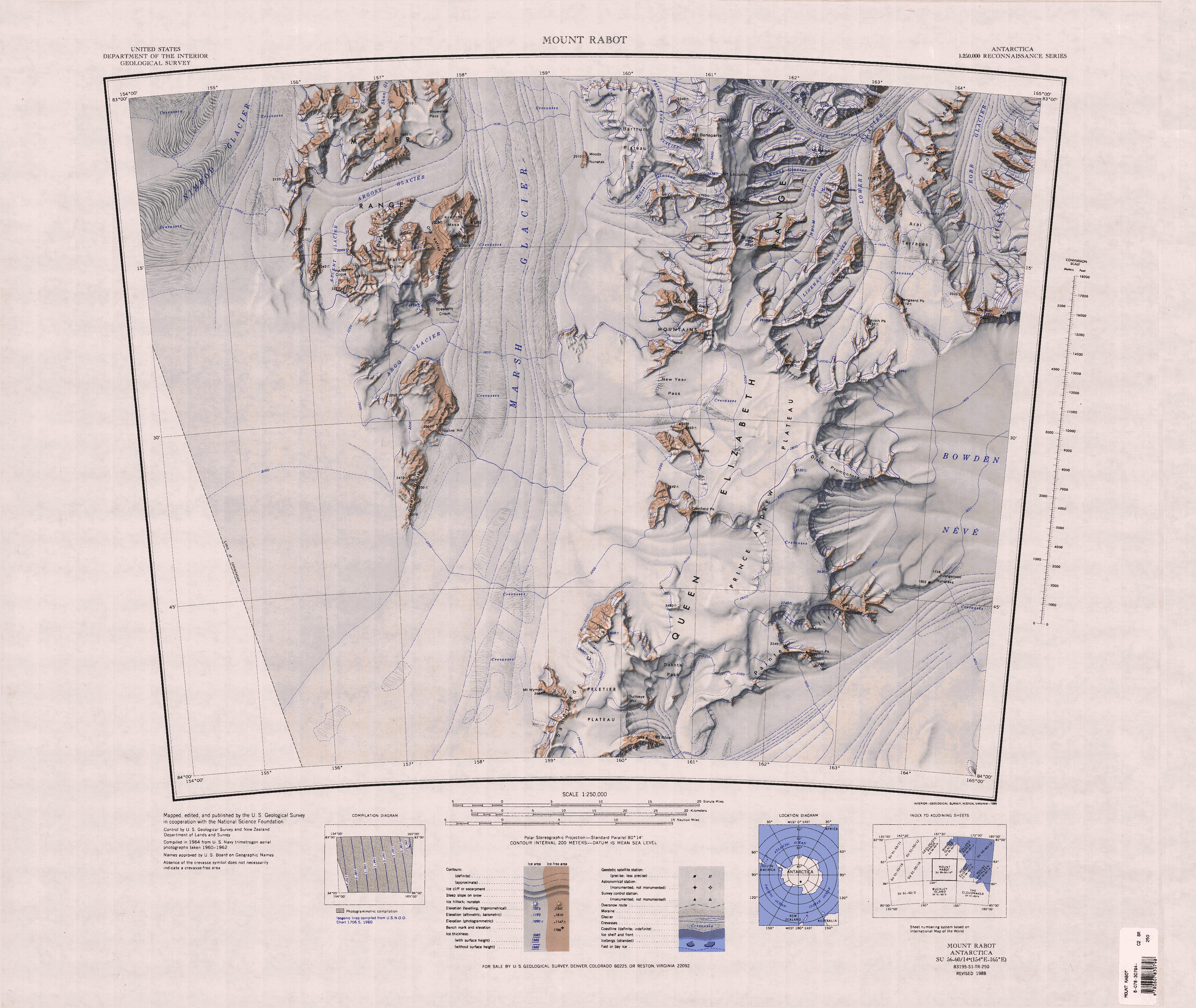
Karte mit dem Marsh-Gletscher in der Mitte

Innerhalb der Miller Range bildet die Nimrod Group die bedeutendste geologische Einheit. Sie erlaubt seltene Einblicke auf das ostantarktische Grundgebirge. Zusammen mit Teilen der Shackleton Range, dem Terre Adélie-Kraton und dem Gawler-Kraton formte sie die anfänglichen Krustenblöcke des Mawson-Kratons bzw. des Mawson-Kontinents.
Die Nimrod Group bildet einen heterogenen metamorph überprägten Komplex. Der Gesteinsbestand setzt sich überwiegend zusammen aus gebänderten Paragneisen verschiedener Kompositionen, Glimmerschiefern, Quarziten, granitisch bis gabbronitischen Orthogneisen, ultramafische Gesteinsformationen und Relikten an Eklogiten. Letztere deuten auf Subduktionsprozesse hin.
Die ältesten Gesteine datieren zwischen 3.100 und 2.720 mya. Zirkone von magmatischen Protolithen sind 3.290 bis 3.060 mya alt. Für ein detritisches quarzitisches Zirkon wurde ein Alter zwischen 2.500 bis 1.700 mya nachgewiesen. Dieses Altersspektrum korreliert mit anderen archaischen bis paläoproterozoischen ostantarktischen Gesteinen.
Deformationen und metamorphose Überprägungen erfolgten in unterschiedlichen Graden und zu verschiedenen Zeiträumen. Um 1.730 mya intrudierte ein Orthogneis die Gesteinspakete. Dieser Zeitraum entspricht der Nimrod-Kimban-Orogenese, die während der Formierung des Mawson-Kratons bzw. des Mawson-Kontinents auftrat. Zwischen 550 und 475 mya extrudierten Plutonite während der Formierung des Ross-Orogens.